# Culombio
El culombio (en el original, coulomb; pronunciación en francés: /kulɔ̃/; símbolo: C) es la unidad derivada del sistema internacional para la medida de la magnitud física de cantidad de electricidad (carga eléctrica).
Su nombre proviene del matemático, físico e ingeniero francés Charles-Augustin de Coulomb.
Se define como la cantidad de electricidad llevada en un segundo por una corriente eléctrica de un amperio. 
{\displaystyle 1\ \mathrm {C} =1\ \mathrm {A} \cdot \mathrm {s} }
Desde la 26ª Conferencia General de Pesas y Medidas en el Sistema Internacional de Unidades de 2019 la carga eléctrica elemental se redefine como 1,602 176 634 × 10-19 C, sin incertidumbre, y el culombio y el amperio se definen en función de esta carga elemental. Dado que la carga del electrón es de la misma magnitud que la del protón, pero negativa, se necesitan 6,241 509 074 460 763 × 1018 electrones para reunir un culombio de carga negativa.
También puede expresarse en términos de capacidad (F, faradio) y tensión (V, voltio), según la relación:
{\displaystyle 1\ \mathrm {C} =1\ \mathrm {F} \cdot \mathrm {V} }
obtenida directamente de la definición de faradio.

## Historia

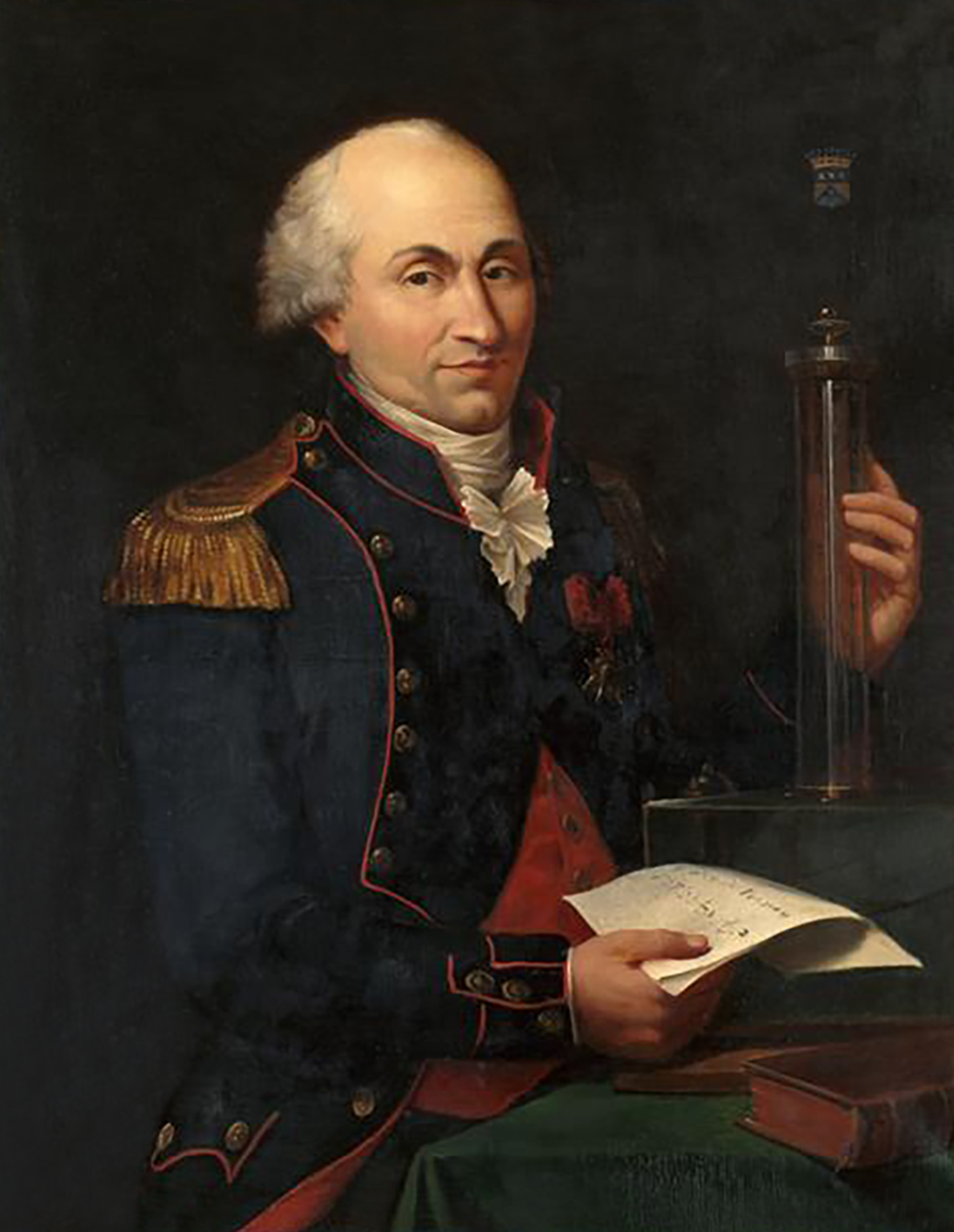
Retrato de Charles de Coulomb.

En 1861, los dos ingenieros eléctricos ingleses Josiah Latimer Clark y Charles Tilston Bright propusieron el farad (faradio en español) como unidad de carga eléctrica, en honor al físico inglés Michael Faraday. Sin embargo, en 1881, el Congreso Internacional de Electricidad estableció el culombio como unidad de carga eléctrica y el faradio como unidad de capacidad eléctrica.
La definición actual del Culombio mediante la determinación de la carga elemental se decidió el 16 de noviembre de 2018 en la 26ª Conferencia General de Pesas y Medidas, y entró en vigor el 20 de mayo de 2019. Anteriormente, el amperio se definía en términos de la fuerza de Lorentz de la corriente eléctrica y el coulombio como un amperio por segundo. La definición de amperio anterior era "El amperio es la corriente constante que, si se mantiene en dos conductores rectos paralelos de longitud infinita, de sección circular despreciable, y colocados a 1 m de distancia en el vacío, produciría entre estos conductores una fuerza igual a 2×10-7 newton por metro de longitud." Esta era una definición más difícil de realizar y reproducir en la práctica.
En 1878, la Asociación Británica para el Avance de la Ciencia había definido el voltio, el ohmio y el faradio, pero no el culombio. En 1881, el Congreso Eléctrico Internacional, actualmente la Comisión Electrotécnica Internacional (CEI), aprobó el voltio como unidad de fuerza electromotriz, el amperio como unidad de corriente eléctrica y el culombio como unidad de carga eléctrica.  
En aquella época, el voltio se definía como la diferencia de potencial [es decir, lo que hoy se denomina "tensión (diferencia)"] a través de un conductor cuando una corriente de un amperio disipa un vatio de potencia.
El culombio (posteriormente "culombio absoluto" o "abculombio" para desambiguar) formaba parte del Sistema Cegesimal de Unidades, también llamado sistema CGS. El "culombio internacional", basado en especificaciones de laboratorio para su medición, fue introducido por la CEI en 1908. El conjunto de "unidades reproducibles" se abandonó en 1948 y el "culombio internacional" se convirtió en el culombio moderno.

## Equivalencia con el amperio·hora
Aunque el culombio es una unidad derivada dentro del Sistema Internacional de Unidades, en las baterías eléctricas es muy frecuente utilizar la unidad Ah (amperio-hora), que refleja la cantidad de carga total que puede acumular una batería.
La equivalencia es:
{\displaystyle 1\ \mathrm {C} =0,0002777\ \mathrm {A} \cdot \mathrm {h} =0,2777\ \mathrm {mA} \cdot \mathrm {h} }
{\displaystyle 1\ \mathrm {A} \cdot \mathrm {h} =3600\ \mathrm {C} }
{\displaystyle 1\ \mathrm {mA} \cdot \mathrm {h} =3,6\ \mathrm {C} }

## Múltiplos del SI
A continuación una tabla de los múltiplos y submúltiplos del Sistema Internacional de Unidades.
| Submúltiplos                                   | Submúltiplos | Submúltiplos   |        | Múltiplos | Múltiplos      | Múltiplos |
| Valor                                          | Símbolo      | Nombre         | Valor  | Símbolo   | Nombre         |           |
| 10−1 C                                         | dC           | deciculombio   | 101 C  | daC       | decaculombio   |           |
| 10−2 C                                         | cC           | centiculombio  | 102 C  | hC        | hectoculombio  |           |
| 10−3 C                                         | mC           | miliculombio   | 103 C  | kC        | kiloculombio   |           |
| 10−6 C                                         | µC           | microculombio  | 106 C  | MC        | megaculombio   |           |
| 10−9 C                                         | nC           | nanoculombio   | 109 C  | GC        | gigaculombio   |           |
| 10−12 C                                        | pC           | picoculombio   | 1012 C | TC        | teraculombio   |           |
| 10−15 C                                        | fC           | femtoculombio  | 1015 C | PC        | petaculombio   |           |
| 10−18 C                                        | aC           | attoculombio   | 1018 C | EC        | exaculombio    |           |
| 10−21 C                                        | zC           | zeptoculombio  | 1021 C | ZC        | zettaculombio  |           |
| 10−24 C                                        | yC           | yoctoculombio  | 1024 C | YC        | yottaculombio  |           |
| 10−27 C                                        | rC           | rontoculombio  | 1027 C | RC        | ronnaculombio  |           |
| 10−30 C                                        | qC           | quectoculombio | 1030 C | QC        | quettaculombio |           |
| Prefijos comunes de unidades están en negrita. |              |                |        |           |                |           |

Esta unidad del Sistema Internacional es nombrada así en honor a Charles-Augustin de Coulomb. En las unidades del SI cuyo nombre proviene del nombre propio de una persona, la primera letra del símbolo se escribe con mayúscula (C), en tanto que su nombre siempre empieza con una letra minúscula (culombio), salvo en el caso de que inicie una frase o un título.
Basado en The International System of Units, sección 5.2.

## Órdenes de magnitud
Según la ley de Coulomb, dos cargas eléctricas puntuales de un culombio cada una y separadas un metro en el vacío ejercen entre sí una fuerza de unos 9 × 109  N, aproximadamente el peso de la tierra sobre un objeto de 900.000.000  kg.
cálculo: {\displaystyle F=k_{\mathrm {C} }\times {\frac {|Q_{\mathrm {a} }\times Q_{\mathrm {b} }|}{d^{2}}}} con {\displaystyle Q_{\mathrm {a} }} y {\displaystyle Q_{\mathrm {b} }} las cargas de dos cuerpos a y b en coulombs, siendo :
- {\displaystyle F} la fuerza electroestática que se aplica entre ellos ;
- {\displaystyle d} la distancia entre ellos en metros ;
- {\displaystyle k_{\mathrm {C} }} la constante de Coulomb: {\displaystyle 8{,}987\,551\,787\,368\,176\,4\times 10^{9}\;\mathrm {kg\cdot m^{3}\cdot s^{-4}\cdot A^{-2}} }

En la práctica, el culombio es una unidad demasiado grande para expresar cantidades de carga estática y, por lo general, se reemplaza por sus submúltiplos, como miliculombios (mC), microculombios (μC) o nanoculombios (nC).

## En términos cotidianos
- Las cargas de la electricidad estática por el roce de materiales suelen ser de unos pocos microculombios.[9]
- La cantidad de carga que viaja a través de un rayo suele ser de unos 15 C, aunque en el caso de grandes rayos puede ser de hasta 350 C.[10]
- La cantidad de carga que discurre a través de una típica pila alcalina AA desde que está completamente cargada hasta que se descarga es de unos 5 kC = 5000 C ≈ 1400 mA⋅h.[11]
- Una batería típica de un teléfono inteligente puede contener 18.000 C ≈ 5000 mA⋅h.

## Otras unidades de carga eléctrica
El C sustituye a la unidad Franklin (denominada Fr), llamada así por el físico estadounidense Benjamin Franklin, que se utilizaba en el Sistema Cegesimal de Unidades CGS.
1 Franklin vale 3,335 64 × 10-10 C.
En electroquímica también se utiliza la constante de Faraday (F), llamada así por el físico británico Michael Faraday. Es el producto de la carga elemental por el número de Avogadro.
1 F es 96,485 C/mol y representa la carga asociada a un mol de electrones (en valor absoluto). Corresponde a la unidad obsoleta del faraday (1 faraday = 96 485 C/mol). Es mejor evitar escribir 1 F, que ahora significa "un faradio". (El faradio como se ha señalado más arriba es otra unidad del SI, utilizada para medir la capacidad eléctrica de un condensador).
En tecnología también se utiliza una unidad mayor, el amperio-hora (Ah): 1 Ah = 3600 C
El abcoulomb (abC o aC) es también una antigua unidad de carga: 1 abC = 10 C.